# النقوش الصخرية بمنطقة الجلفة

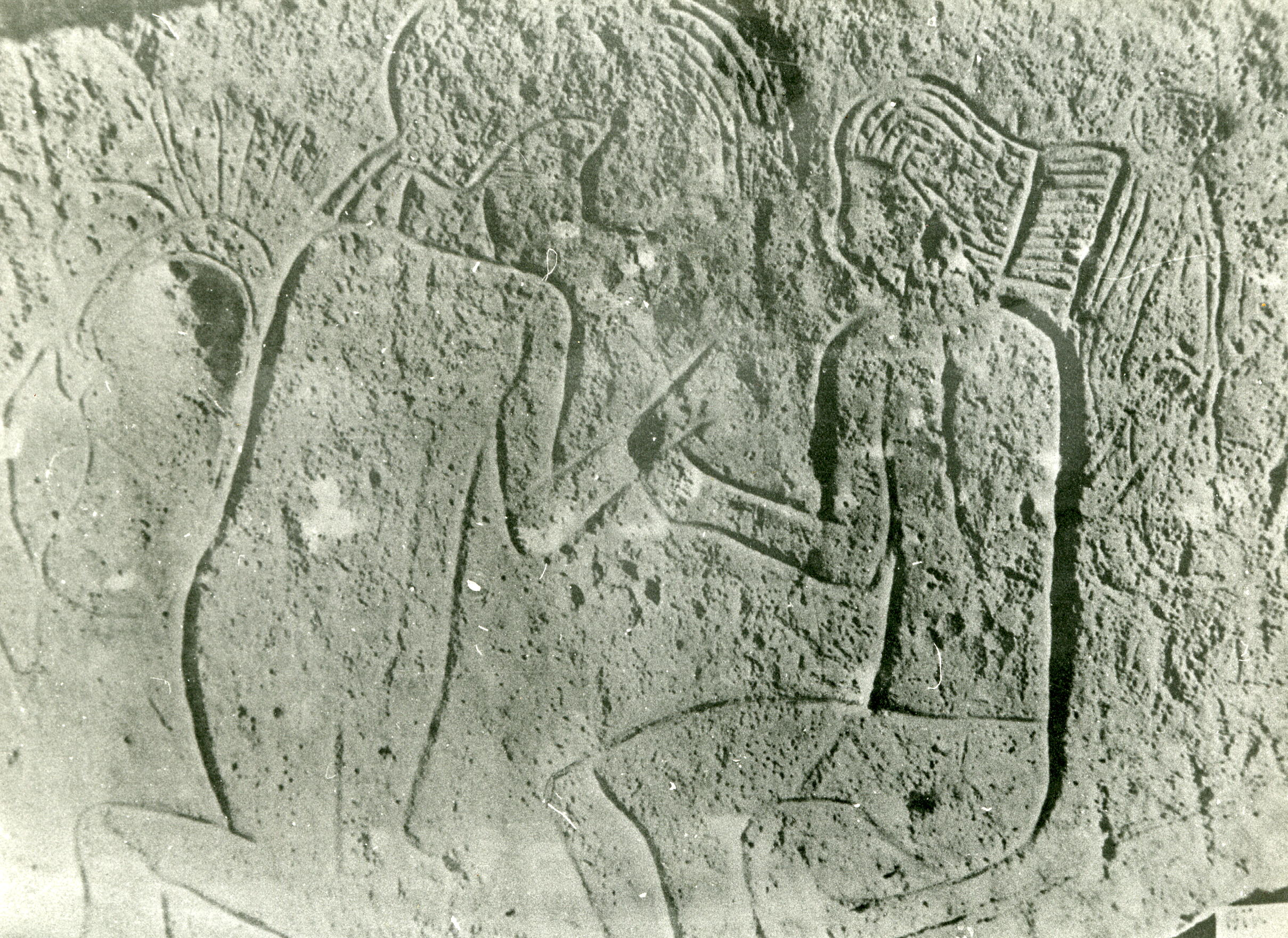
فن العصر الحجري الحديث بالجلفة.

الفن الصخري بمنطقة الجلفة تتكون النقوش الصخرية لمنطقة الجلفة في سلسلة أولاد نائل (الجزائر) من لوحات الكهوف التي تعود إلى عصور ما قبل التاريخ ونقوش صخرية تعود إلى العصر الحجري الحديث والتي تم الاعتراف بها منذ عام 1914. بعد النقوش التي عثر عليها في (الصحراء جبال الأطلس، جنوب وهران، وعين الصفرة، البيض، أفلو وتيارت) التي ترتبط بها. كذلك النقوش المماثلة في الشرق في منطقة قسنطينة (الجزائر) .

## المواقع والأوصاف
يبدو أن بعض نقوش منطقة الجلفة معروفة منذ خمسينيات القرن التاسع عشر (الإدريسية). من بين أشهرها، موقع زكار في عام 1907، ووصف فلامون في عام 1914 محطة ضاية سطل.  في منتصف الستينيات، قام مجلس مبادرات الجلفة النشط بتسجيل النقوش واللوحات، وقام الأب ف. دي فيلاري، بإنتاج أعمال معروفة من حوالي عشرين محطة جديدة، لا سيما تلك الخاصة بوادي الحصباية وعين الناقة.وفي المجموع، تم اكتشاف أكثر من 1162 نقشًا في المنطقة.
أشار هنري لوت إلى هذه النقوش في عمله الرئيسي، النقوش الصخرية في جنوب الوهراني الذي نشره في عام 1970 في مذكرات من مركز البحوث الأنثروبولوجية وعلم الإنسان ما قبل التاريخ (CRAPE).
بالنسبة له لا يمكن «فصلهم من الناحية الأثرية عن تلك الموجودة في جنوب وهران، لأنهم يظهرون مع بعض الاختلافات نفس الأسلوب، ونفس الصيغ التقنية، ونفس التطعيمات ونفس الحيوانات» (ص 194).لذلك قد يكون من الممكن تحليلها باستخدام الفرضيات والتصنيف الذي طوره.بدت له نقوش منطقة الجلفة مثل «المصنفات الأجنبية التي هي نسخة (بحالة سيئة) من تلك الموجودة في جنوب وهران»، (ص.193)، المنطقة كانت بالنسبة للمؤلف «المركز الرئيسي للفن الصخري في مناطق ما قبل الصحراء».تأسف الباحثون (هنري لوت، هوارت، ألار) «لسوء قراءة أهمية الفن الصخري الجزائري الجنوبي» في الدراسة المنشورة في عام 1976 في Lybica (CRAPE)
وهي تحت عنوان:Les figurations rupestres de la région de Djelfa, Sud Algérois سجل المؤلفون فيها ثلاثة وأربعين موقعًا مرقمة مع بعض الاستثناءات تقع بالقرب من الداخل أو على أطراف مثلث تشكلت في الشمال من مدينة الجلفة، وفي الجنوب الغربي مدينة سيدي مخلوف وما بعدها. الجنوب الشرقي من مدينة مسعد.
- منطقة الجلفة على ويكيمابيا.

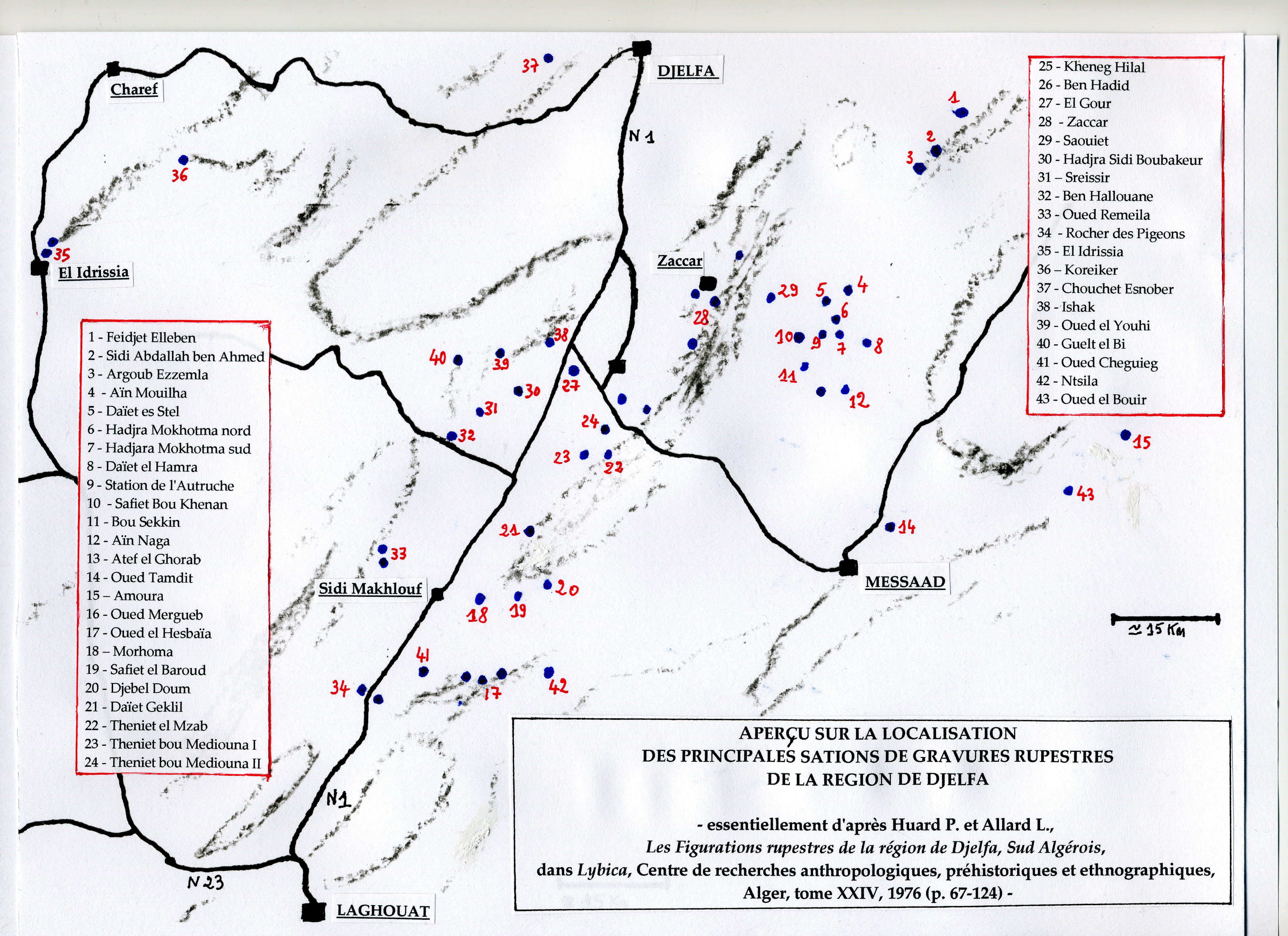

حول الطريق من الجلفة إلى الأغواط: (جنوب سيدي مخلوف مباشرة) تظهر 23 محطة: رقم 28 (زكار)، 38 (إسحاق)، 39 (واد اليحي)، 40 (قلتة البيضة)، 30 (حجرة سيدي بوبكر 31 (سريسير) 32 (بن حلوان) 27 (الجور) 26 (بن حديد) 25 (خنق هلال) 24 (ثنية بو مديونة 2) 23 (ثنية بومديونة 1) 22 ثنية المزاب، 21 (دية قليل)، 16 (واد مرقب)، 20 (جبل دوم)، 19 (صفية البارود)، 18 (مرحومة)، 33 (واد الرميلا)، 34 (صخرة الحمام)، 41 (واد الشقيق)، 17 (واد الحسبة)، 42 (نتسيلا). ويضاف إلى ذلك ثلاث مواقع مذكورة شرق الجلفة: رقم 1 (فايجة اللبن)، 2 (سيدي عبد الله بن أحمد)، 3 (عرقوب الزمالة). تم العثور على ثلاثة مواقع أخرى في الغرب: رقم 37 (شوشة الصنوبر)، 36 (قريقر)، 35 (الإدريسية).
حول الطريق من الجلفة إلى مسعد: (عن طريق مجبارة)، هناك اثنتا عشرة محطة تتابع تقريبًا من الشمال إلى الجنوب: رقم 29 (Saouiet)، 4 (عين مويلحة)، 5 (ضاية السطل)، 6 (حجرة المُختمة شمال)، 7 (حجرة المُختمة جنوب)، 10 (صافيه بورنان)، 9 (محطة نعام)، 8 (ضاحية الحمراء)، 11 (بوسكين)، 12 (عين الناقة)، 13 (عطف الغراب)، 14 (واد تامديت). إلى الشرق من مسعد، تم تسمية محطتين أخيرتين: رقم 43 (وادي البوير) و 15 (عمورة).
تقع النقوش بالقرب من مواقع المساكن، ويظهر ذلك من خلال وجود أحجار صوان مشغولة ومبسطة، «مقسمة على مستويات مختلفة أو عند سفح منحدرات من الحجر الرملي المحمر، يمكن أن يصبح أسود تقريبًا، والذي يمتد على طول الجبال أو يقف عند حواف الواد وهي مرتبة بشكل عام في مجموعات صغيرة منفصلة»، باستثناء الأفاريز الضخمة أو الجداريات ذات الزخارف الغنية للغاية مثل تلك الموجودة في وادي الحسبة أو عين الناقة.
والأكثر من ذلك أن «المرحلة» البوفيدية «، التي ستأتي في المرتبة الرابعة فقط في تسلسل الجنوب الوهراني، حيث تظهر» بحالة سيئة«، هي أكثر تطوراً في الجنوب الجزائري». استنتاجًا أن هذه الأدلة «تُظهر أنه في القطاعين، يجب أن يكون أصلها أكثر قدمًا بالتأكيد»، يفضل هوارد وألارد التحدث عن «مرحلة رعوية طويلة الأمد، مع الأبقار والأغنام» (ص. 71).
إحصائيات: تشير الاحصائيات أن المنطقة تتوفر على:  165 محطة منتشرة عبر  54 موقع احتوت على أزيد من  1162 نقشا، وأكثر من 89 رسما.
أنواع النقوش: تنوعت نقوش الفن الصخري لمنطقة الجلفة: النقوش الحيوانية: (الكبش، النعامة، الكلب، الفيل، الجاموس، الظبي، البقرة، الأرنب، وحيد القرن، الحمار، الأسد، الحصان)، النقوش الآدمية:(  أشكال آدمية ذات رأس مستدير، أشكال آدمية واقعية)، الأسلحة: (فأس، قوس، ترس، سهام،)، رموز يعتقد أنها نقوش ليبية، وبعض الزوائد كالقرص الذي علو رأس الكبش

## مرحلة «الصيادون»

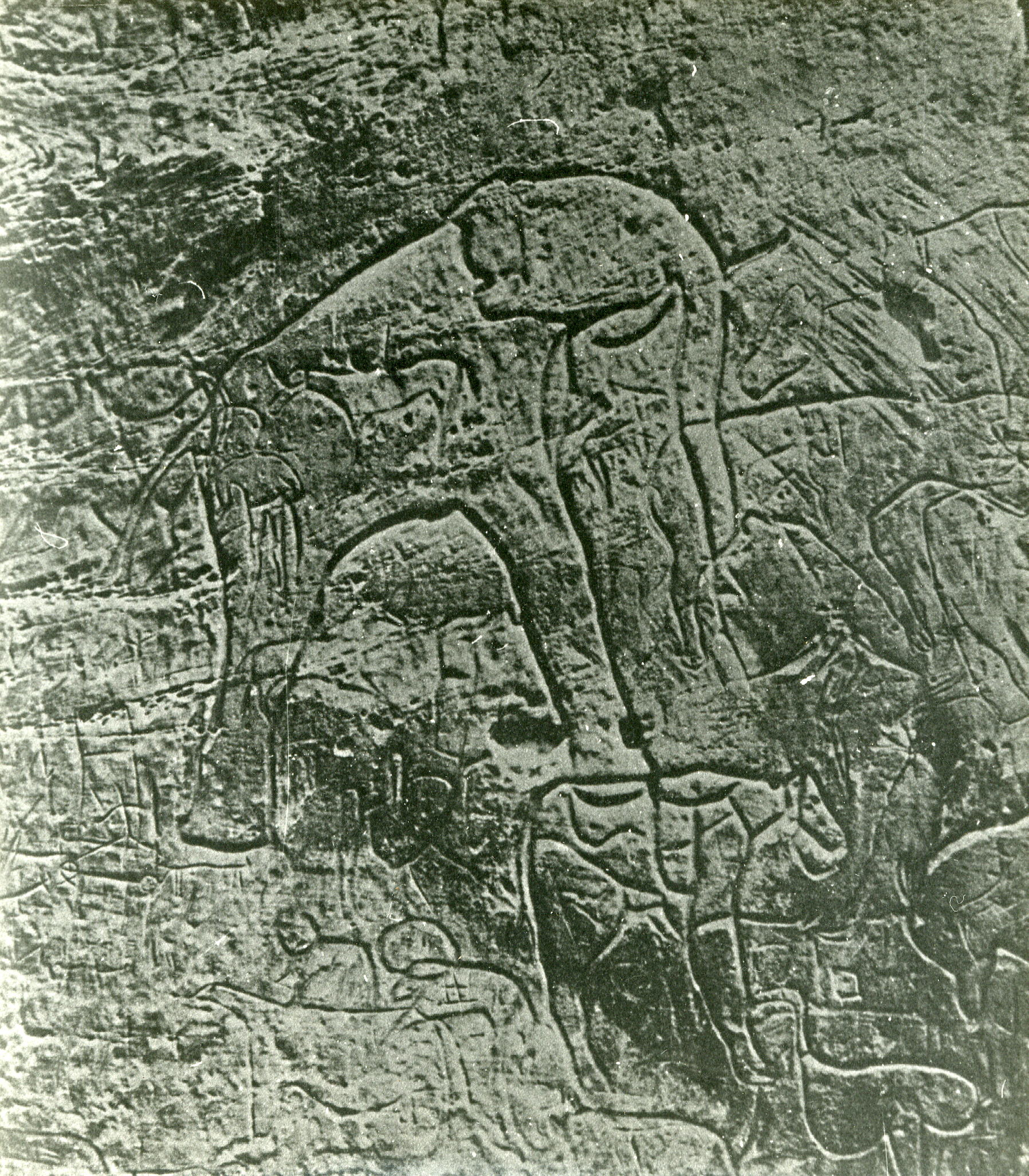
وادي الحصباية بسيدي مخلوف.

في مرحلة الصيادين، يجمع المؤلفون صور الحيوانات البرية الكبيرة: الجاموس القديم (أو الهرتبيس)، والفيلة، ووحيد القرن، والأسود، والنعام، والشخصيات البشرية.
من أصل سبعة عشر جاموسًا تم تسجيلها في المنطقة، ينتمي اثنا عشر إلى الفن الطبيعي الكبير وتشبه تلك الموجودة في جنوب وهران. تم العثور عليها في واد الحسبة (إفريز من ثلاثة جواميس، بما في ذلك واحد من أكثر من مترين)، عين الناقة (اثنان من الجاموس في موكب)، في موقع النعام (جاموس يبلغ ارتفاعه 1.50 مترًا يعلوه قرص مجوف)، جبل دوم (جاموس يبلغ طوله 2.35 مترًا يدعم القرن الأيسر منه «صفة نصف دائرية مطولة»)، صفية البارود، حجرة المُختمة شمالًا (جاموس يبلغ ارتفاعه 2.63 مترًا، حيث يبدو أن الشكل البشري يلمس القرون)، وخنج هلال (جاموس) 1.20 م) وبن حلوان.
يبدو أن الأفيال الاثنين والعشرين، كبيرة أو متوسطة أو صغيرة، تنتمي إلى أعمار مختلفة. تم العثور على أكبرها (من 1 إلى 2 م)، ذات طابع طبيعي، في عين الناقة، ثنية بومديونة 1، واد رميلية، عين مويلحة، واد الحسبة (حيث «لوحة الفيل»، وهي عبارة عن تراكم للرسومات المتراكبة عبر القرون، تعرض ستة)، صفية بورنان، زكار، فايجة اللبن، بو سكين.
يتم تسجيل سبعة من وحيد القرن، ذات جودة أقل، في خمس مواقع، في واد رميلة (الأقدم)، وفايجة اللبن، وبوسكين، وعين الناقة، ووادي الحسبة.
تسعة تمثيلات لظباء بأسلوب طبيعي. وأشهرها في زكار يلتهمها أسد (طوله 1.50 م). تم العثور على مشهد مماثل في ضاية الحمراء. في حجرة المُختمة شمالاً، الحيوان محصور داخل مصيدة دائرية. وقد تم نقش ظباء أخرى في صفية البارود وثنية المزاب وفايجة اللبن. بخلاف ذلك، هناك العديد من الكائنات من نوع الظباء، غالبًا ما تكون منمقة جدًا وفي نطاق صغير، مثل تلك الموجودة في سيدي عبد الله بن أحمد وصفية بورنان، المرتبطة بأسلوب مدرسة تازينة ، الموجودة في جنوب وهران.
ثمانية عشر عددًا، يمكن تصنيف الأسود الممثلة إلى ثلاث مجموعات: «أسود طبيعي في صورة جانبية، تظهر ثلاث مرات في مشاهد الصيد» (وادي الحسبة، زكار، ضاية الحمراء، حجرة المُختمة شمال، واد رميلية)، «أسود كبيرة نسبيًا. ذات الرأس المنمق والجسم في المظهر الجانبي،» أضعف في الأسلوب وطريقة النحت"، "متأخرة مقارنة بالنماذج الأولية لجنوب وهران«(جبل دوم، وخنق هلال، وحجرة المُختمة جنوبًا)، وثالثًا»قطية صغيرة«، مرسوم بشكل خفيف ومتأخر بشكل عام»، «ذو أسلوب متواضع ف طريقة النحت»(ص. 81-85).
تعد النعامات (باستثناء التمثيلات في صفية بورنان ووادي الحسبة) «بحالة سيئة بشكل عام». الخنازير، في مجموعة من ثلاثة، من ناحية أخرى نادرة، وتقتصر على مواقع الإدريسية (مجموعة ضائعة) وسريسير.
يبلغ عدد الصور البشرية أربعين، ولا سيما في واد الحسبة، والغر، وثنية بومديونة الثاني، وعين الناقة ، وضاية سطل ، ووادي رميلية، وصفية بورنان ، والحجرة المُختمة جنوبا ، وبن حديد . يعزو المؤلفون إليهم نموذج «الخمسة وعشرين سمة مميزة للبسالة الجسدية أو النفسية لثقافة الصيادين» التي حددوها «في منطقة النيل وفي مختلف المناطق الصحراوية» (ص. 85).
وهكذا يشرحون صور الرجال تحت جلود الحيوانات ، وارتداء ذيول كاذبة وأدوات حماية قضيبية ، وأقنعة ، ووجود صور رمزية ورجال يلامسون حيوانات (جاموس ، وظباء ، وفيلة في حجرة المُختمة شمال ، وثنية بو مديونة الثانية ، وبوسكين.).
من بين الأسلحة ، قاموا بتسجيل الأقواس والأسلحة الطويلة والمنحنية والهراوات والبلطة والدرع. تم تصوير العديد من الفخاخ وكذلك الأيدي. وهكذا، "ويشهد جميع السمات الثقافية من الصيادين في منطقة الجلفة (ص. 93).

## المراحل الأولى منالتَّدْجِينُ

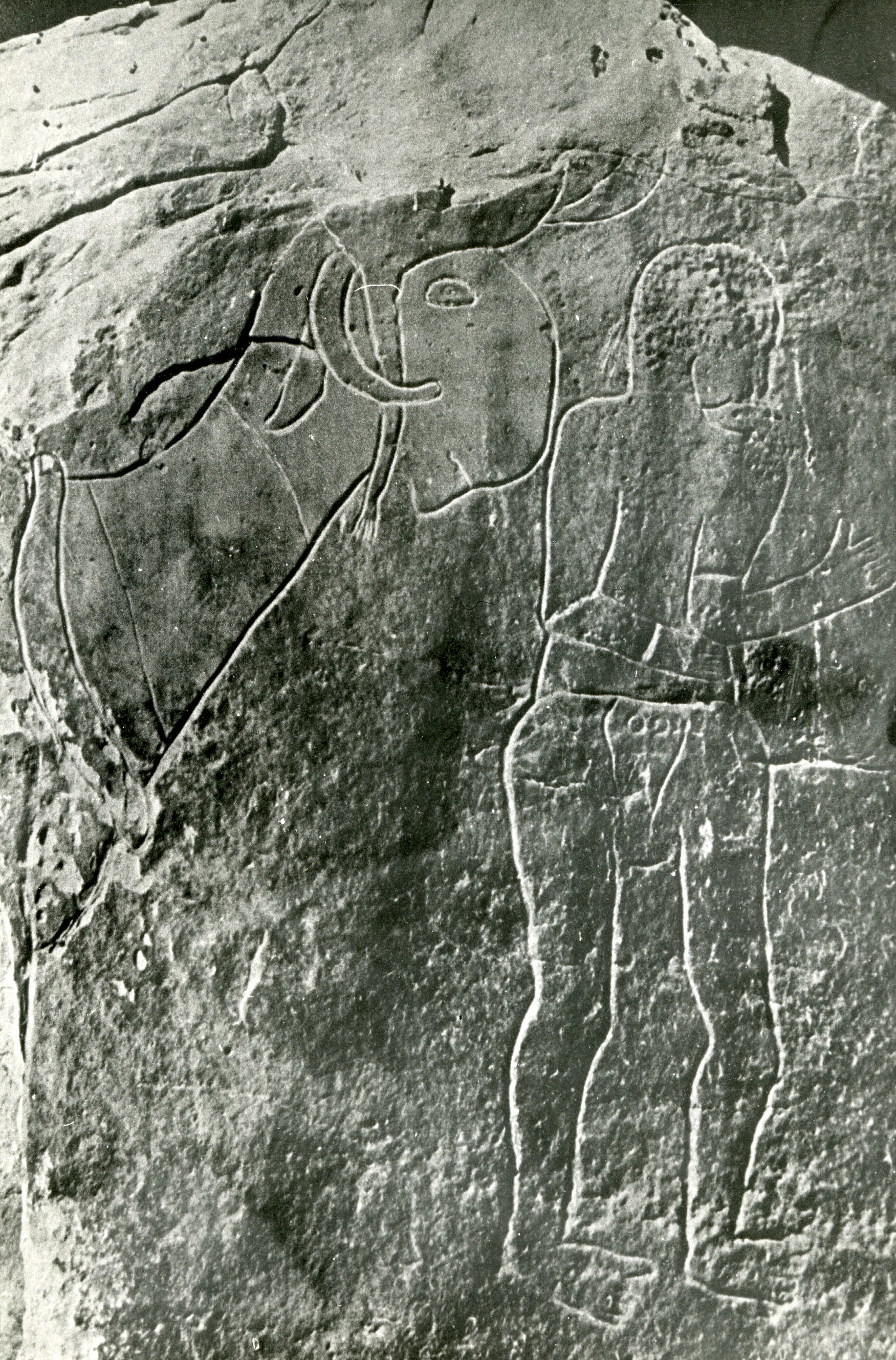
عين الناقة.

العديد من الظباء والماشية تحمل علامات الاستلاء البشري ، وخاصة الأطواق. ولكن قبل كل شيء يتعلق الأمر بثلاثين تمثيلًا للكباش تنتمي إلى عالم الرعاة أكثر من كونها تنتمي إلى عالم الصيادين ، وتمتد «خلال فترة طويلة إلى الأمام إلى مرحلة متقدمة من التدجين» (ص. 97). ثمانية منها عبارة عن كباش بأجسام كروية ، خمسة منها مرتبطة بأشكال بشرية (عين الناقة، ضاية سطل ، واد الحسبة ، السعويت).
في هذه المجموعة تم العثور على بعض من روائع المنطقة الأكثر شهرة ، مثل رام عين الناقة ، حوالي ضعف الحجم الطبيعي ، التي عثر عليها الأب ف. دي فيلاري ونشرتها نقابة الجلفة للمبادرات. يرتدي الحيوان ، الذي يرتدي كروي الشكل محاط بالريش ، وقلادة على الخد وياقة مع شيفرون ، رجل يرتدي قطعة قماش من الخاصرة بأزرار ، ويرتدي الأساور ، ويتدلى شعره على مؤخرة رقبته في ثلاثة مساحات.
من الأبقار الأخرى (الأغنام)، التي ترتدي أحيانًا أطواق ، تظهر قرونها محاطة بحلقة أو بأقراص (فقط أربعة صور تظهر طوقًا فقط ، أو تظهر بدون سمات). في حجرة سيدي بوبكر ، مجموعة مؤلفة من كبش ونعاج وثور كبير ترمز إلى «تدجين راسخ» (ص. 106). يمكن رؤية الكباش الأخرى في خنج هلال ووادي الحسبة وصفية بورنان وثنية المزاب وحجرة المُختمة وعين الناقة .
يُظهر الفن الصخري لمنطقة الجلفة أبقارًا طبيعية كبيرة (زكار) وأبقار شبه طبيعية (بوسكين)، ويعود تاريخ الأنواع الأخرى إلى العصر الرعوي. يتم إغلاق قرونهم بالمثل في حلقة ، وأحيانًا يرتدون أجهزة في أجزاء من دائرة ، أو من المنسوجات ، والتي ربما تكون وسيلة لحمل الأشياء (حجرة سيدي بوبكر ، ثنية المزاب ، وحجرة المُختمة، وبن حديد ، وبوسكين ، وصفية بورنان ووادي مرقب).
تم العثور على «المشاهد الرعوية» التي تربط الرجال والحيوانات في كثير من الأحيان في حجرة سيدي بوبكر ، وحجرة المُختمة جنوب، وعين مويلحة (رجال مع "bandes molletières")، ومرحومة ، وضاية سطل ، وزكار. تم العثور على صور أخرى تدل على الإنسان ، وصور شبيهة بالنساء وعرضت نساء في صفية بورنان وثنية بومديونة الثانية والضاية الحمرا.

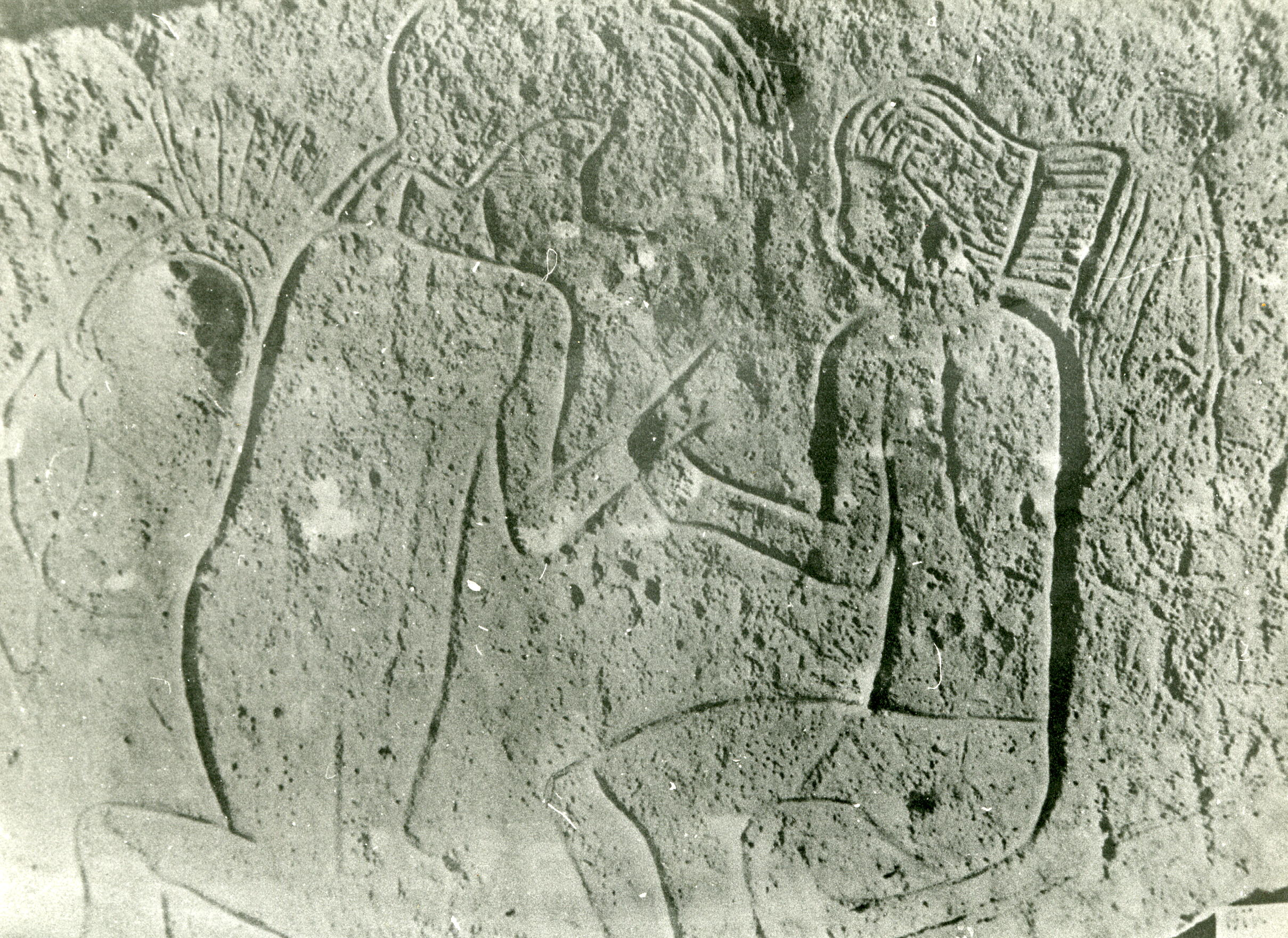
عين الناقة نقش يسمى "العاشقان الخجولان".

يوجد في ثنية المزاب أيضًا نقش شهير لرجل ذو شعر ثلاثي الأجزاء ووجه قميص مربع ، وفي عين الناقة نقش «العاشقان الخجولان» حيث يحمل الرجل شيئًا مثل الدرع يعلوها سهام (كما في جنوب وهران في خريلوة)، تسريحة شعر أو غطاء رأس بخصلة من الشعر تتساقط إلى الأمام وثلاث مناطق متدلية على الرقبة بينما تُظهر المرأة ترتيبًا للشعر بعناية ، ومثبتًا خلفه بمشبك.
كما يجد المرء من بين نقوش منطقة الجلفة كلاب الصيد والخيول من مختلف العصور.
بالإضافة إلى ذلك ، توجد ثلاثة مواقع بها رسومات على الكهوف في جبل دوم ، وفي موقع زكار الجنوبي (عدة رماة ، وربما شخصية بشرية وسلاحف) وفي منطقة حجرة المُختمة جنوبًا.
في عام 1968، أكتشفت عناصر من الصناعة الحجرية تابعة للحضارة قبصية، اكتشفت من قبل الدكتور دانيلوا غريبينارت في عين الناقة وتعود إلى 5500 قبل الميلاد، زائد أو ناقص 220.

## الإيكولوجيا الإقليمية القديمة المحتملة
تمتعت شمال إفريقيا بمناخ خصب خلال العصر تحت الغريني. ما يعرف الآن بالصحراء يدعم نوعًا من السافانا من النظام البيئي ، مع الفيل والزرافة وحيوانات أخرى من الأراضي العشبية والغابات التي أصبحت الآن نموذجية لمنطقة الساحل جنوب الصحراء. وصف المؤرخ والأفريقي رولاند أوليفر المشهد على النحو التالي:
في مرتفعات وسط الصحراء خارج الصحراء الليبية... في كبرى سلاسل من تيبستي والهقار، وقمم الجبال، اليوم العارية الصخر غطيت، في هذه الفترة مع غابات البلوط والجوز، الجير، ألدر والدردار. كانت المنحدرات السفلية ، جنبًا إلى جنب مع الحصون الداعمة - الطاسيلي والأكاكوس في الشمال ، وإنيدي والجو في الجنوب - تحمل الزيتون والعرعر والصنوبر الحلبي. في الوديان ، تعج الأنهار المتدفقة بشكل دائم بالأسماك وتحدها الأراضي العشبية التي تحمل البذور.

## معرض صور

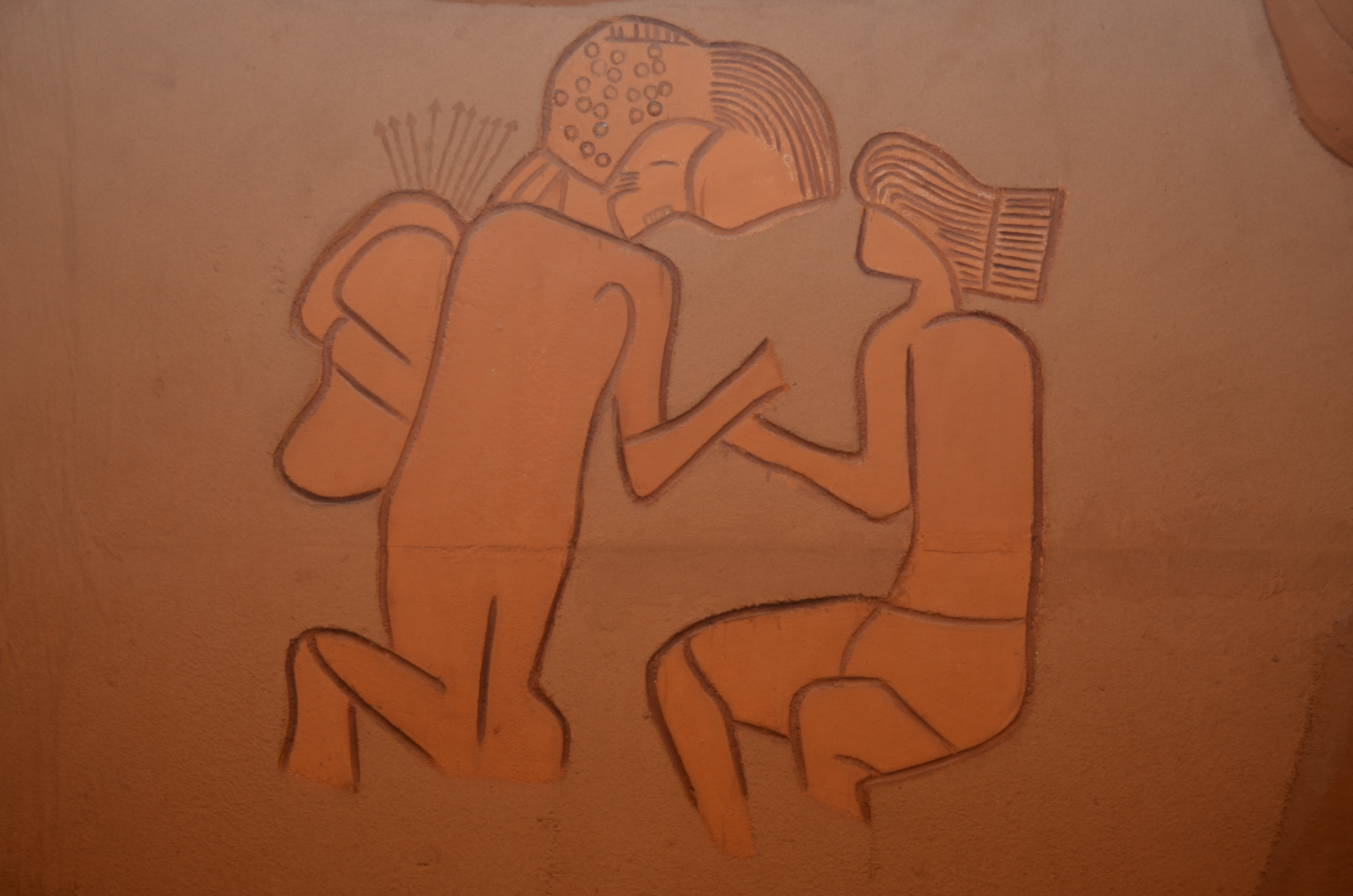
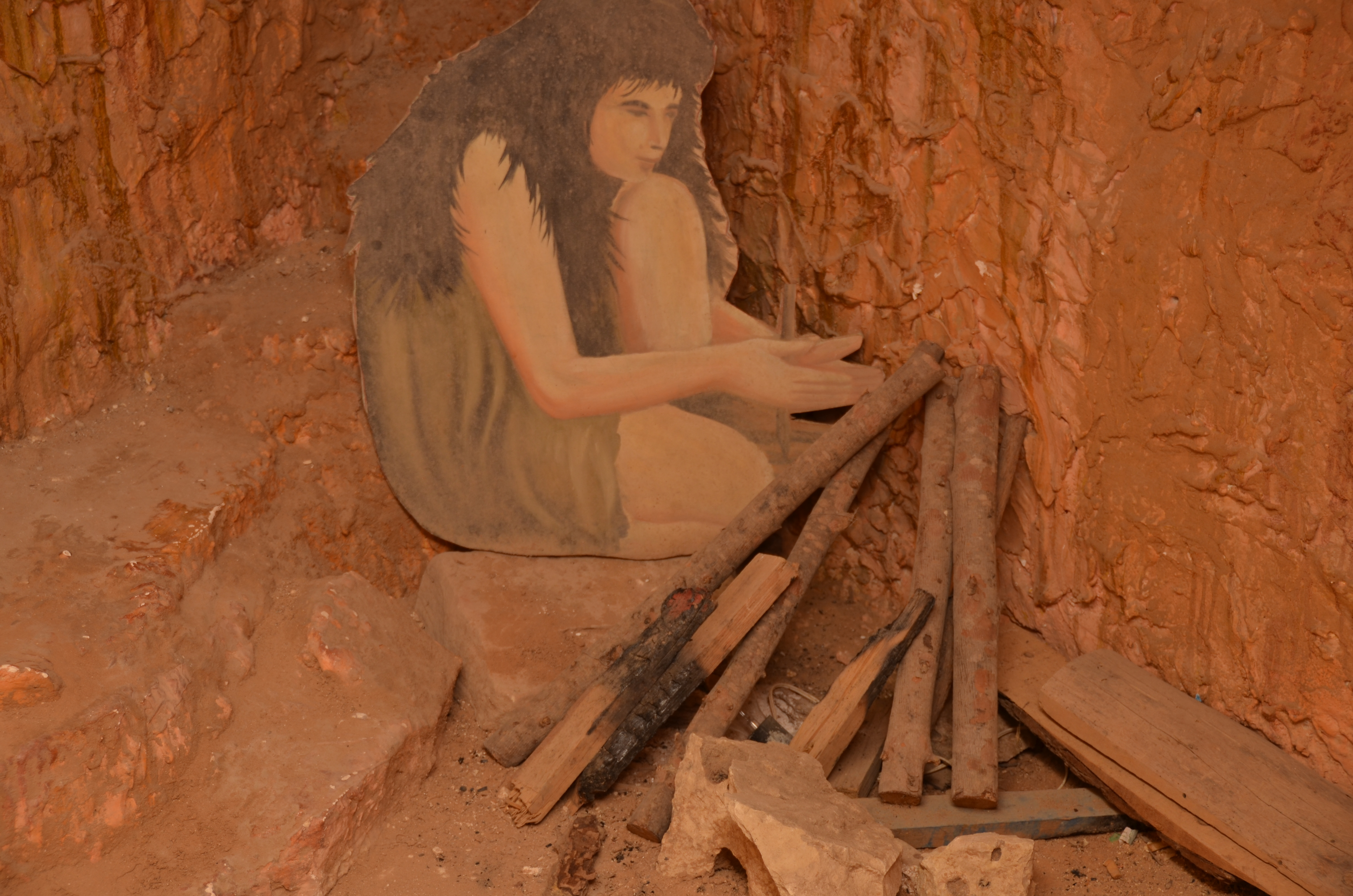
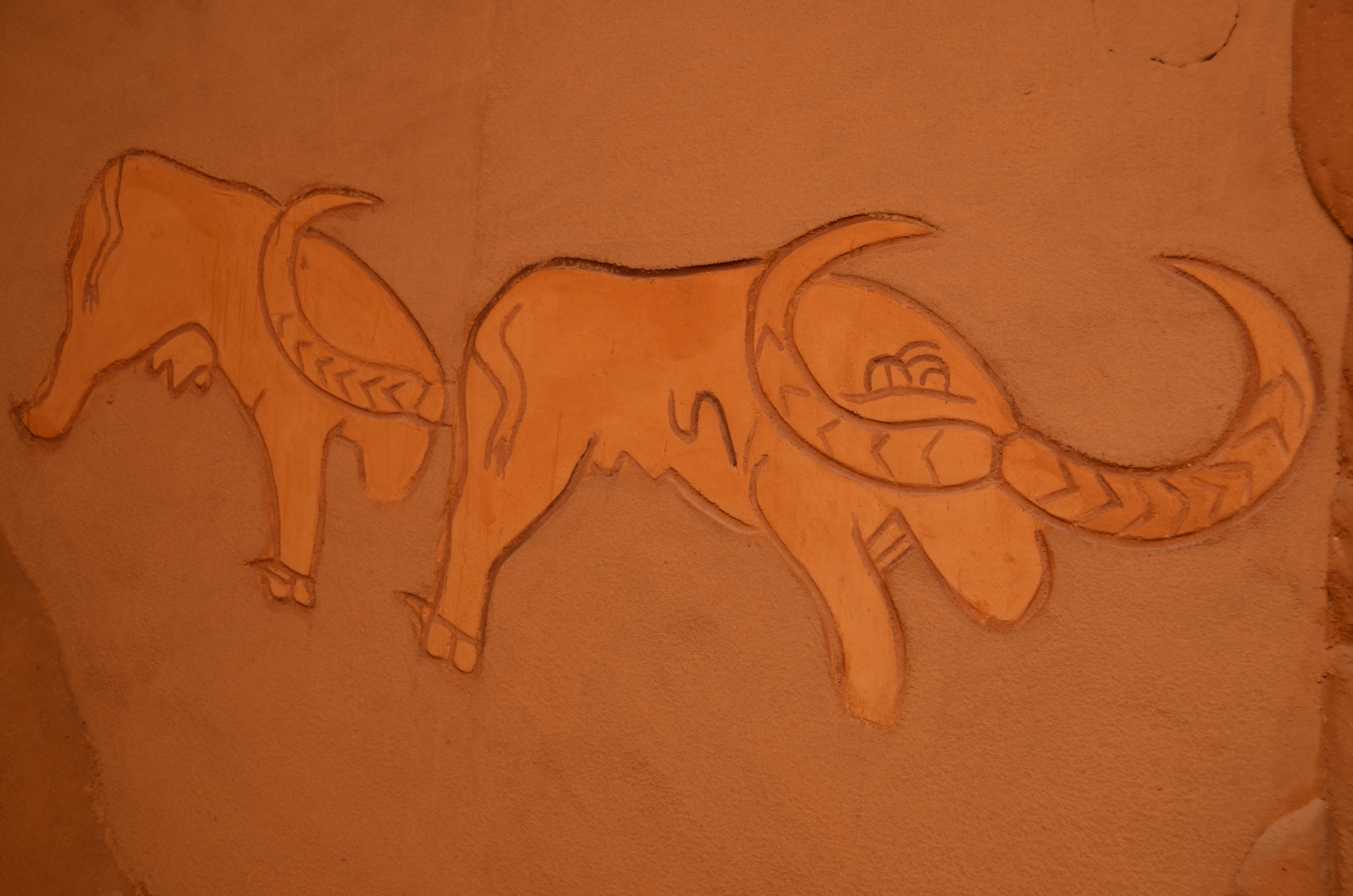
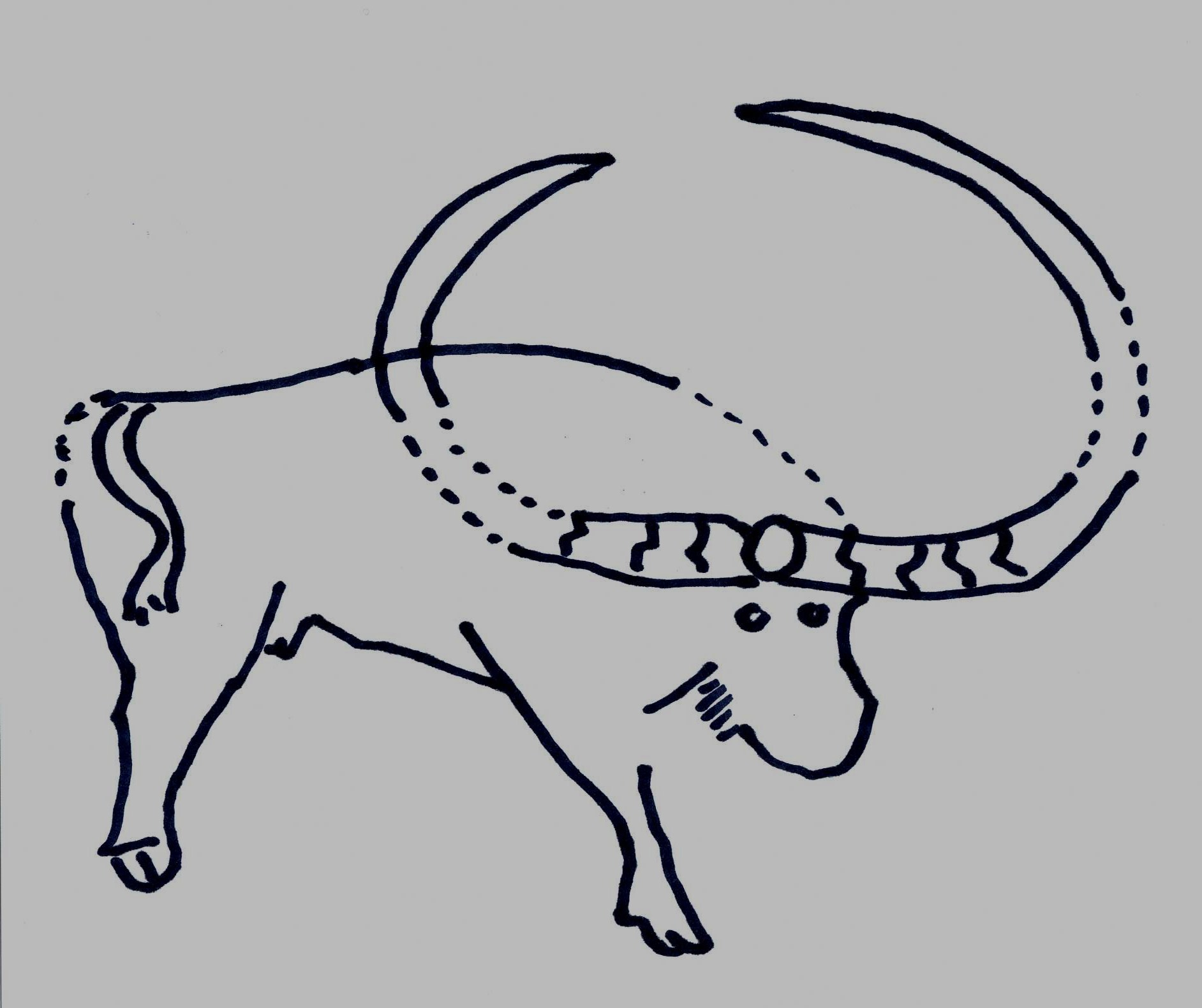
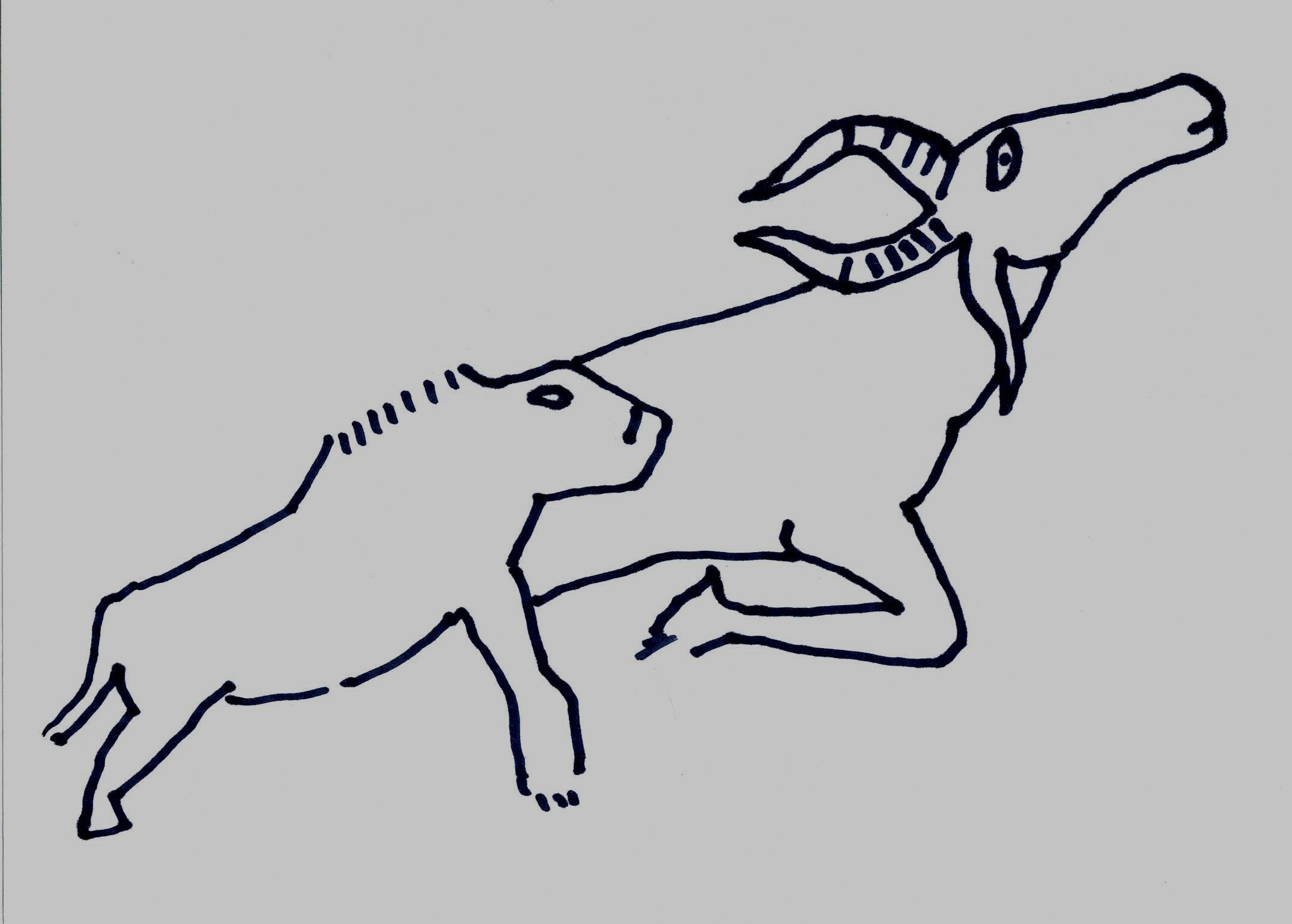
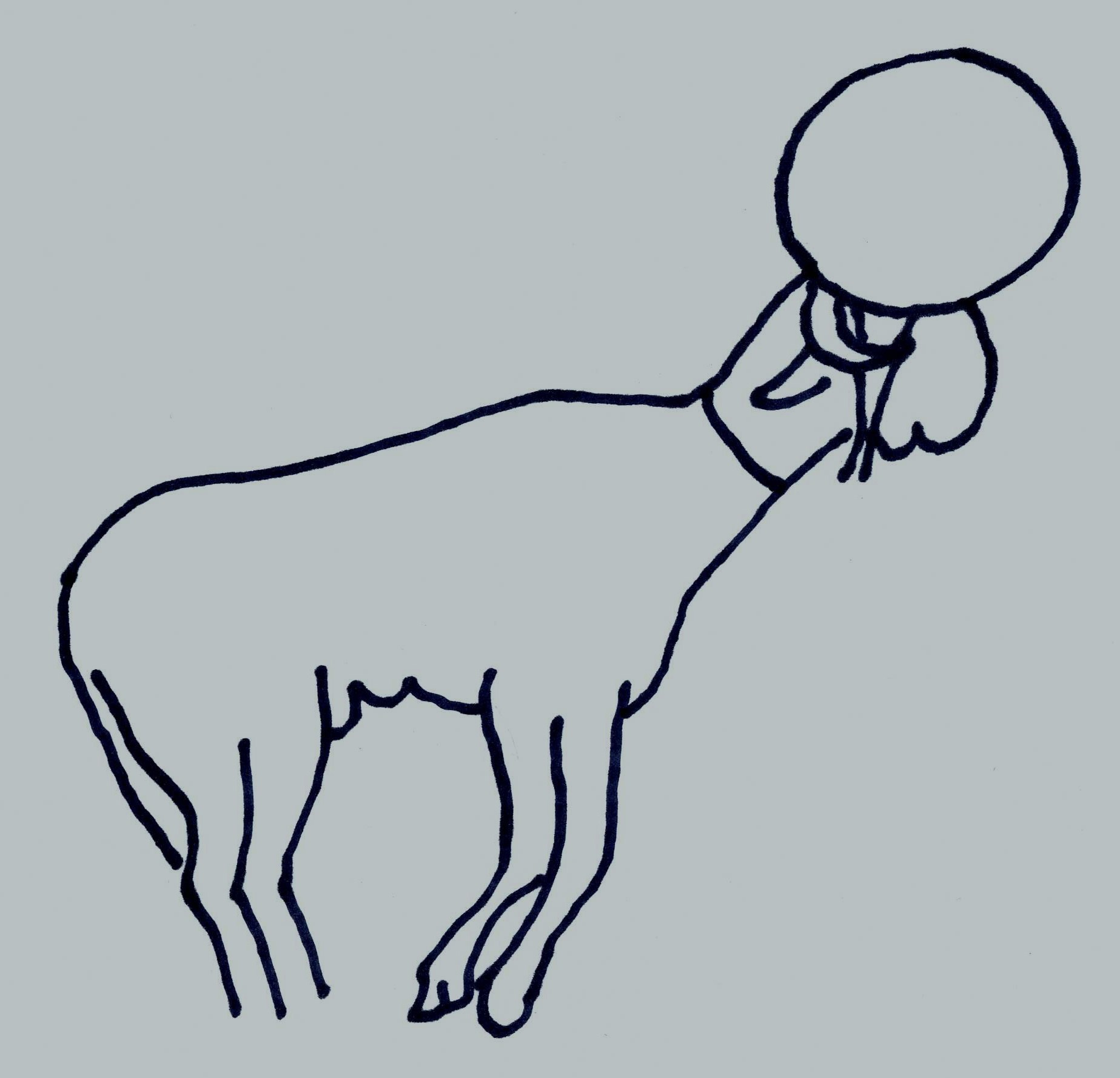
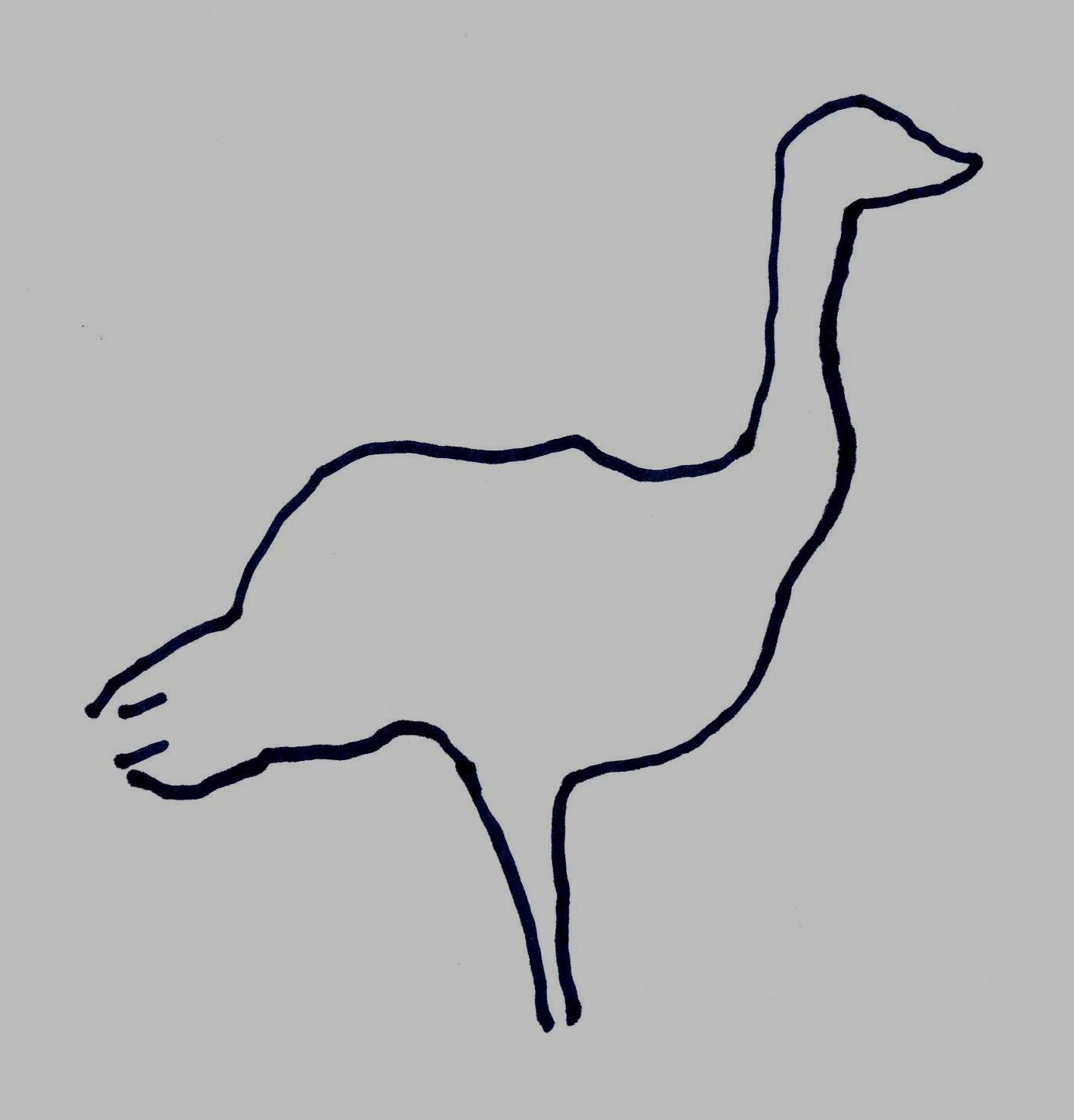
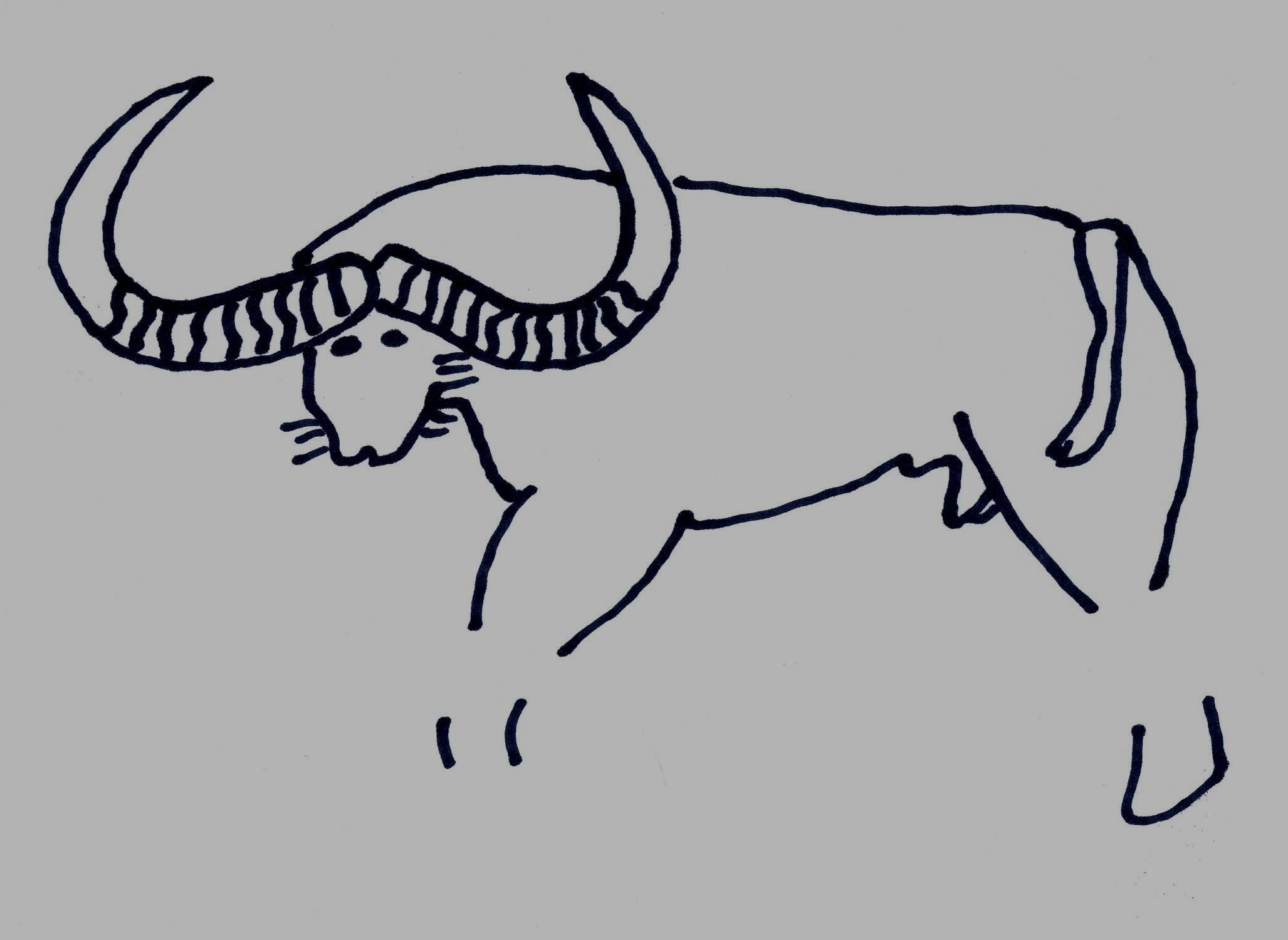
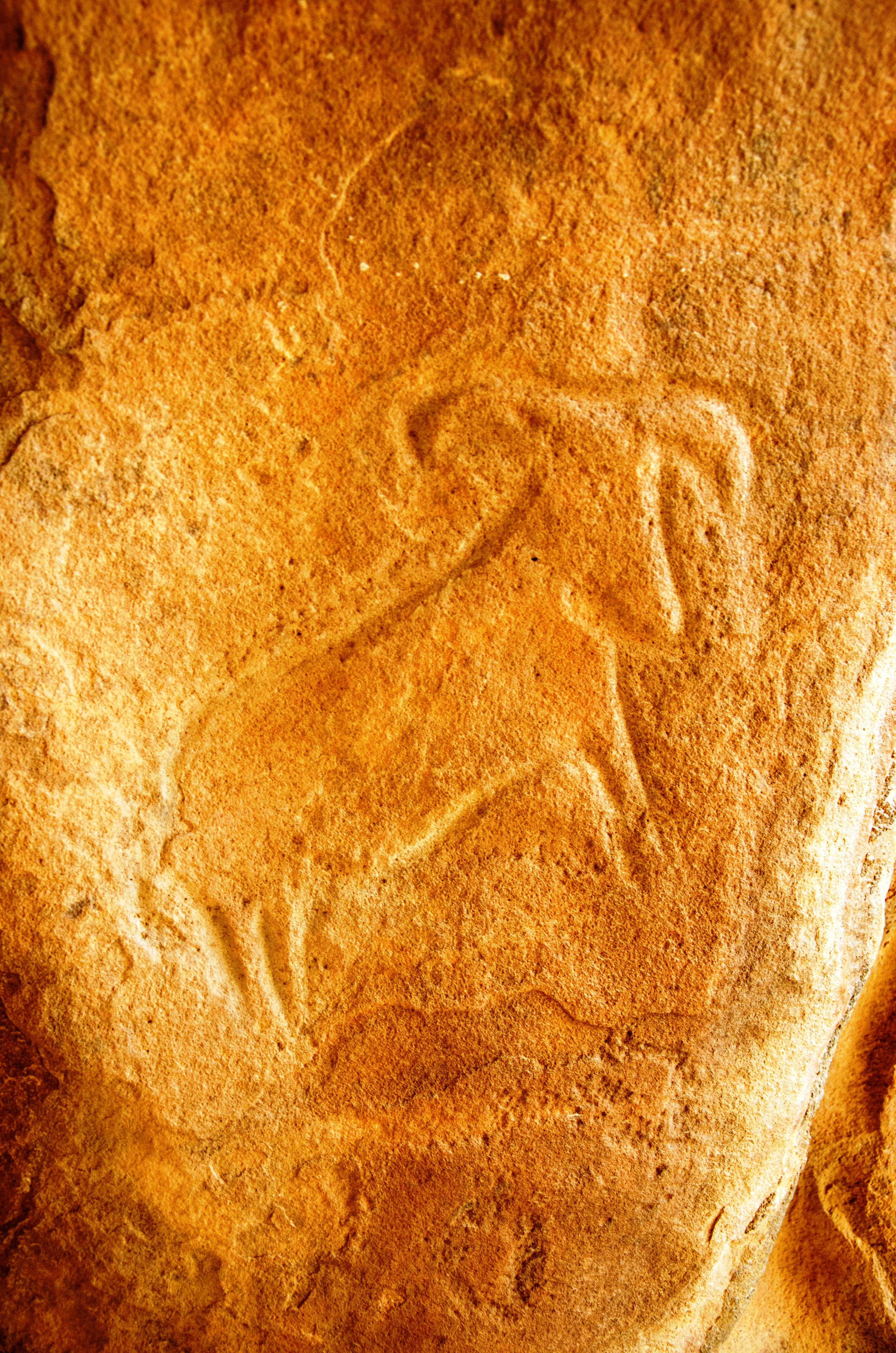
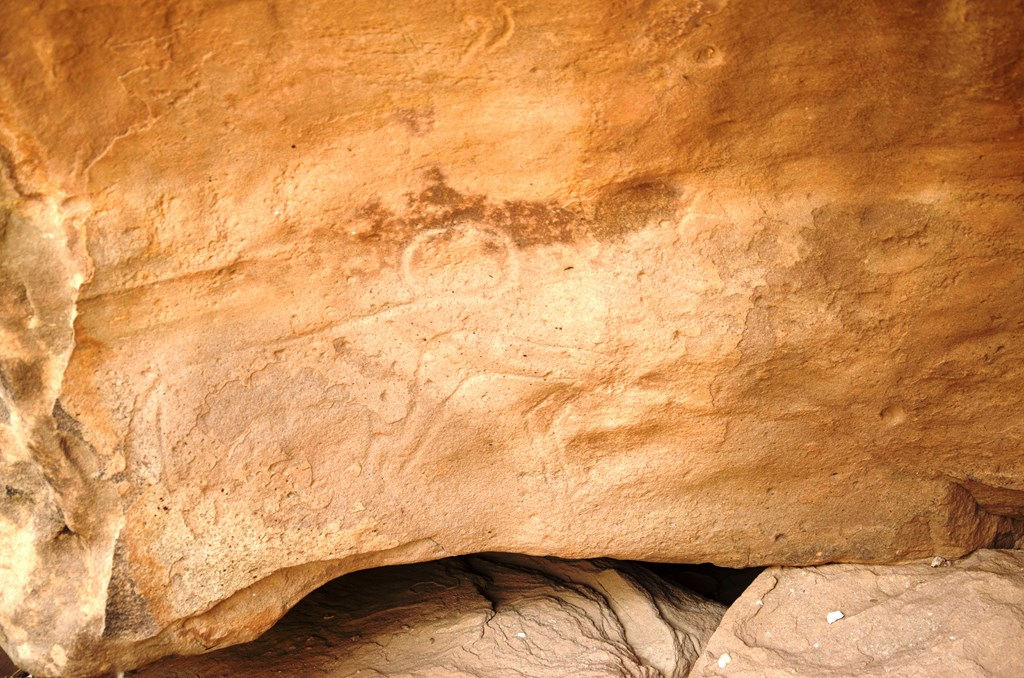
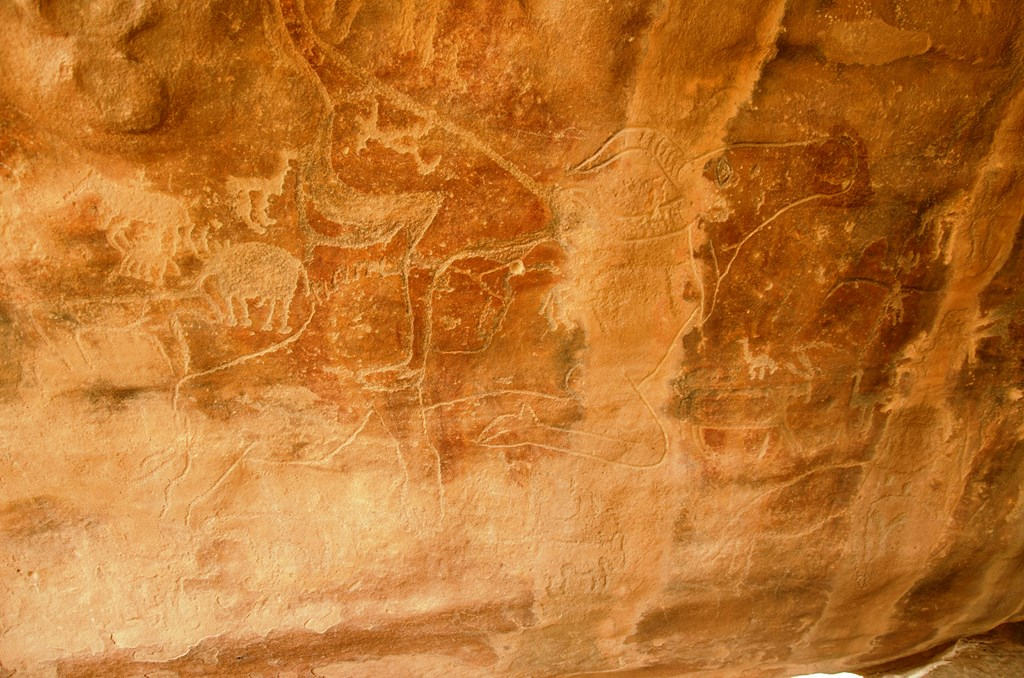
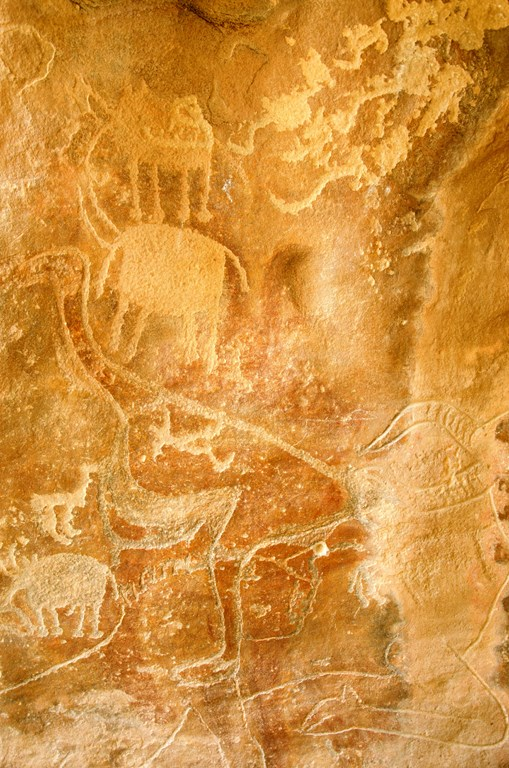